# L'abominable Dr. Phibes
L'Abominable Doctor Phibes (títol original en anglès: The Abominable Dr. Phibes) és una pel·lícula britànica dirigida per Robert Fuest, del 1971. Ha estat doblada al català.

## Argument
La pel·lícula passa a Anglaterra, en els anys 1930. Antiga vedette de music-hall, el doctor Phibes vol venjar-se dels cirurgians que considera responsables de la mort de la seva dona, Victòria, sobrevinguda en el transcurs d'una operació. Ajudat per una jove enigmàtica, posa en escena una sèrie d'homicidis espectaculars per castigar els culpables.
La primera víctima és morta per les picades d'un eixam d'abelles. La segona, el doctor Dunwoody, és trossejat per ratpenats. El doctor Hargreaves té el cap aixafat per una màscara diabòlica. El doctor Longstreet és trobat integralment buit de la seva sang. Aquesta sèrie de crims horribles mobilitza la policia, que estableix una correlació gràcies a un medalló en hebreu deixat pel doctor Phibes: tots els crims han estat copiats de les set plagues d'Egipte de les quals parla la Bíblia...
Malgrat el terror del guió, la pel·lícula mesura moments bastant burlescos, sobretot en les escenes que posen en escena els investigadors, com quan el policia es fa matar per l'individu que és considerat protegir.

## Repartiment
- Vincent Price: Doctor Anton Phibes
- Joseph Cotten: Doctor Vesalius
- Virginia North: Vulnavia
- Terry-Thomas: Doctor Longstreet
- Sean Bury: Lem Vesalius
- Susan Travers: Infermera Allen
- David Hutcheson: Doctor Hedgepath
- Edward Burnham: Doctor Dunwoody
- Alex Scott: Doctor Hargreaves
- Peter Gilmore: Doctor Kitaj
- Maurice Kaufmann: Doctor Whitcombe
- Peter Jeffrey: Inspector Trout
- Derek Godfrey: Crow
- Norman Jones: Sergent Schenley
- John Cater: Waverley
- John Laurie: Darrow

## Al voltant de la pel·lícula
- El rodatge va tenir lloc als estudis d'Elstree, Bushey i Londres.
- Una continuació, Dr. Phibes Rises Again va ser dirigida l 'any següent per Robert Fuest.

## Banda sonora original
- What Can I Say Dear After I Say I Am Sorry
- Dark Town Strutters Ball, interpretat per Paul Frees
- Close Your Eyes
- Elmer's Tune
- All I Do Is Dream Of You
- You Stepped Out Of A Dream
- Charmaine
- 100 Years From Today
- Over the Rainbow
- One For My Baby And One More For The Road, interpretat per Scott Peters
- War March of The Priests, composta per Felix Mendelssohn

## Premis
- Premi al millor actor per Vincent Price, en el Festival Internacional de Cinema Fantàstic de Catalunya el 1971.
- La pel·lícula va ser en competició al Festival internacional de cinema fantàstic d'Avoriaz 1973.